# Eunice kobiensis
Eunice kobiensis är en ringmaskart som beskrevs av McIntosh 1885. Eunice kobiensis ingår i släktet Eunice och familjen Eunicidae. Inga underarter finns listade i Catalogue of Life.